# فاينل فانتسي 10
فاينل فانتسي X، يقرأ فاينل فانتسي 10 (حيث أن X يشير للرقم اللاتيني النظير للرقم عشرة) (بالإنجليزية: Final Fantasy X، باليابانية: ファイナルファンタジーX فاينارو فانتجي تن) هو الإصدار العاشر من سلسلة فاينل فانتسي، أنتج وطور من قبل شركة سكوير (حالياً سكوير إينيكس) وأطلق عام 2001 على نظام سوني بلاي ستايشن لألعاب الفيديو. هو أيضاً عاشر جزء من سلسلة فاينل فانتسي، ويعتبر أول جزء من هذه السلسلة استخدمت فيه الرسوم الثلاثية الأبعاد الكاملة للخلفيات عوضاً عن الرسوم الغير مدورة أو المسطحة، حيث اقتصر استخدام النوع الثاني على الخلفيات الغير حيوية، كالأجزاء الداخلية من المباني.
وقد كان هذا الجزء ريادياً أيضاً من ناحية التأثيرات، حيث شملت اللعبة مجموعة واسعة من التعابير الوجهية القريبة للحقيقة، إضافة إلى إضافة لمسة واقعية على التفاصيل، كتباين نسبة الظلال والضوء على جوانب ملابس الشخصيات. كما اختلف أيضاً عن باقي الأجزاء بالاعتماد على التمثيل الصوتي لسرد الحوارات ضمن اللعبة عوضاً عن ظهور الحوار مكتوباً على الشاشة، فبذلك يستغرق الحوار الفترة نفسها التي يقوم بها الممثلون الصوتيون بالحديث.
نال فاينل فانتسي X الثناء من النقاد واللاعبين على حد السواء، حيث تبوأ فيما سبق مركزاً ضمن قائمة أكثر 20 لعبة فيديو مبيعاً على الإطلاق، وتم بيع أكثر من 6.6 مليون وحدة حول العالم.

## مميزات اللعبة
كباقي أجزاء سلسلة ألعاب فاينل فانتسي، فاينل فانتسي X تلعب بمنظور الشخص الثالث، بحيث يتمكن اللاعب من توجيه تيدوس كونه الشخصية الرئيسية، أو يونا في بعض الأوقات، في عالم فاينل فانتسي X للتفاعل مع العناصر المختلفة فيه، كالأدوات والأشخاص. لكن، على عكس الأجزاء السابقة، جمعت خرائط المدن والمناطق في واحدة، وأصبحت المناطق الخارجية متناسبة من ناحية الحجم. عند مواجهة الأعداء، تتحول البيئة إلى منطقة تعارك متعاقبة الأدوار، بحيث يجب على اللاعبين والأعداء انتظار أدوارهم للهجوم.
يمكن للاعبين تطوير شخصيات اللعبة عبر الحصول على أدوات معينة أو هزيمة الأعداء كما في الأجزاء السابقة من السلسلة، لكن استبدل نظام نقاط الخبرة بنظام الشبكة الكروية. خطط لضم بعض العناصر من خلال شبكة الإنترنت في البداية، لكن الفكرة لم تطبق أثناء الإنتاج، ولم ينتج أي جزء للإنترنت حتى فاينل فانتسي XI الذي أمكن لعبه عبر الإنترنت بنمط اللعب الجماعي.

### الخريطة
تختلف طريقة لعب فاينل فانتسي X عن ألعاب فاينل فانتسي السابقة بعدم وجود نظام توجيه على هيئة خريطة تفاعلية من منظور علوي (منظور علوي - سفلي). بعض الألعاب السابقة عرضت المساحات الكبيرة بين المدن والمناطق البعيدة الأخرى بشكل مصغر كي يتم استخدامها للتنقل لمسافات الطويلة. أما في فاينل فانتسي X، فمعظم المناطق متصلة ببعضها ولا تختفي أو تتحول لخريطة تفاعلية للعالم. معظم الاتصالات بين المناطق موجودة بشكل خطي أو مستقيم، مما يكون طريق واحد بين المواقع في اللعبة، لكن، تتوفر آلة جوية في الأجزاء النهائية من اللعبة، مما يمنح اللاعب القدرة على التنقل في سبيرا خلال ثواني.
يقول مخرج الخريطة تاكايوشي ناكازاتو بأنه أراد أن يحور فكرة الخريطة في هذه اللعبة بحيث تكون أكثر واقعية، وذلك كي يتناسب مع استخدام الرسوم الثلاثة الأبعاد.

### نظام القتال
استبدل نظام القتال في الزمن الفعال، والذي طور في الأصل من قبل هيرويوكي إيتو، واستخدم في أجزاء سابقة من السلسلة، أولها فاينل فانتسي IV، بنظام تناوب الأدوار الإجباري الذي طور من قبل توشيرو تسوتشيدا. بعكس نظام القتال في الزمن الفعال، يتميز نظام تناوب الأدوار الإجباري بتوقفه للحظات أثناء أدوار اللاعبين، مما يمنحهم القدرة على اختيار القدرات أو الأدوات المراد استخدامها دون التعرض للضغط جراء مهلة محددة. لحركات اللاعبين وخصومهم أثر في تحديد عدد الأدوار المسموحة لهم وترتيبها. يوجد خط زمني أعلى الشاشة يميناً، يتم فيه ذكر مستقبل الدور التالي وكيفية تأثير بعض الحركات على ترتيب الأدوار اللاحقة.
لكل شخصية أيضاً قدرة معينة وخاصة بها تعرف باسم "Overdrive"، وقد عرفت في الأجزاء السابقة باسم "Limit Breaks".

### الشبكة الكروية

جزء من الشبكة الكروية كما يمكن رؤيتها أثناء اللعب

اعتبر نظام المستويات لفاينل فانتسي X أمراً مميزاً في ألعاب فيديو تقمص الأدوار في وقت إطلاقه، حيث استبدل نظام نقاط الخبرة المعتاد بنظام الشبكة الكروية، فعوضاً عن اكتساب الشخصيات قدرات محددة مسبقاً بعد خوض عدد معين من المعارك، تنال الشخصية مستوى كروي بعد جمع عدد معين من النقاط، مما يخولها دخول شبكة روية تضم مئات العقد التي تحتوي على قدرات معينة. باستخدام الكرات التي يمكن الحصول عليها من خلال هزيمة الأعداء، صناديق الكنوز، وجوائز الأحداث، يمكن إضافتها للعقد والحصول على الخصائص التي توفرها.
يقول المنتج يوشينوري كيتاسي بأن ميزة الشبكة الكروية تتمثل في قدرة اللاعب على مراقبة تطور شخصيته بصورة تفاعلية وبشكل مباشر. كما يمنح هذا النظام قدرات مختلفة عن القدرات الأساسية للشخصيات، فمثلاً، يونا تتميز بقدراتها السحرية، لكنها تستطيع اكتساب قوة جسدية كبيرة من خلال هذا النظام. في الإصدار العالمي وإصدار PAL، تم إضافة خيار «خبير» في النظام، بحيث يمكن للاعب البدأ من منتصف الشبكة الكروية وعبور أي طريق، لكن بالمقابل، يوجد عدد أقل من العقد، وبالتالي عدد أقل من التطويرات والخصائص التي يمكن الحصول عليها.

## التطوير
بدأ العمل على تطوير وتصنيع اللعبة في بلاي ستايشن منذ عام 1999 م، وكلف حوالي 4 بلايين ين ياباني (ما يقارب 32000 مليون دولار أمريكي). بلغ عدد العاملين على اللعبة مثة عامل تقريباً، ومعظمهم عملوا سابقاً على ألعاب السلسلة السابقة. تختلف القصص والشخصيات في كل جزء، ويبرر هيرونوبو ساكاغوتشي، المنتج المنفذ، بأن هذا الأمر ما هو إلا للحفاظ على أصالة القصة وفعاليتها، ولإبراز قدرات الطاقم، وقد عبر أيضاً عن قلقه في باديء الأمر عند القيام بالكثير من التحولات، كتغيير الخلفيات من ثنائية الأبعاد إلى ثلاثية الأبعاد، واستخدام الأصوات ورواية القصة أثناء اللعب، إلا أنه عزى سبب النجاح إلى التحدي المستمر الذي يلاقيه الطاقم لتطوير اللعبة، والذي يدفعهم لتجربة الأشياء الجديدة. كذلك، أراد المنتج يوشينوري كيتاسي أن تعبر اللعبة بقدر المستطاع عن كلمة «خيال».
أما من ناحية القصة، فقد اقترح كاتب السيناريو كازوشيغي نوجيما إضافة بعض العناصر الآسيوية عوضاً عن استخدام أجواء العصور الوسطى، ومنح المزيد من الحيوية في الشخصيات، بحيث يتمكن اللاعب من الاتصال بطريقة ما بالشخصية التي يلعبها (تيدوس)، بحيث يشعر بأنه يواجه عالماً جديداً غريباً عليه، ولذلك ألف القصة بطريقة تخوله بذلك، حيث يقوم تيدوس باكتشاف خفايا هذا العالم كاللاعبين، دون أن يكون ملماً بجميع الأحداث.
صمم عالم فاينل فانتسي X بدقة وتفصيل أكثر، وشمل الكثير من العناصر الآسيوية المستوحاة من العالم الحقيقي، خاصة من تايلاند ودول جنوب الهادي، ويظهر هذا الأمر أيضاً في المواقع الجغرافية لأراضي اللعبة. كذلك، صممت الأزياء بما تتناسب مع الثقافات والحضارات المختلفة ضمن هذا العالم الخيالي، وأضيفت الكثير من التعابير الوجهية القريبة من الواقع، كتحريك العينين مثلاً، وقد تمكن المصممون من عمل ذلك بتكوين هيكل عظمي يستند عليه الوجه، إلى جانب التفاصيل الدقيقة كحركة الغيوم والأعشاب المتطايرة في الحقول.

## المؤثرات الصوتية

### الأصوات
ذكر نوجيما بأن الأداء الصوتي للشخصيات قد أثر على على طريقة كتابته للقصة، حيث استخدم أسلوباً بسيطاً، نظراً لقوة التعبير عن المشاعر والأحاسيس أثناء التمثيل الصوتي، والذي يفوق ما يمكن تعبيره نصياً. كذلك، اضطر نوجيما لعمل بعض التغييرات على مجرى القصة والشخصيات، حيث أرادها أن تتناسب مع الأصوات التي تؤدي دورها.
لكن، واجه فريق العمل صعوبات عدة نتيجة لهذه الإضافات، من ناحية ترجمة الحوار من اللغة اليابانية إلى الإنجليزية، والحديث ضمن الفترة الزمنية التي يبقى فيها فم الشخصية متحركاً أو تحقيق التناسب بين الأداء الصوتي والأنغام المصاحبة. لهذا السبب، تم تعريف الممثلين الصوتيين بشخصيات اللعبة ومشاعرها، وعرض بعضاً من لقطات اللعبة عليهم.

### الموسيقى
ساهم نوبوو أويماتسو لأول مرة في التأليف الموسيقي لأول مرة في سلسلة فاينل فانتسي، بالتعاون مع ماساشي هاماوزو وجونيا ناكانو.
تضمنت اللعبة ثلاثة أغان ذات عناصر صوتية، أحدهم أغنية البوب اليابانية "Suteki Da Ne"، والتي غنتها المغنية الشعبية اليابانية ريتسوكي ناكانو (المعروفة باسم "RIKKI")، وقد تم اختيارها من قبل الفريق الموسيقى نظراً لموسيقاها التي تعكس الجو الأوكيناوي. الأغنية من تأليف نوجيما، واهتم أويماتسو بالتأليف الموسيقي، وقد غنيت بشكلها الأصلي في النسختين اليابانية والإنجليزية، بينما ترجم عنوانها في الأخيرة إلى "Isn't it Beautiful?". كفاينل فانتسي VIII وXI، للأغنية نسخة خاصة تظهر أثناء اللعب وأخرى تسود فيها نمط الأوركسترا، استخدمت كأغنية النهاية. أما عن الأغنيتين الأخرى تين، فهما أغنية البداية "Otheworld" والتي تندرج تحت فئة الميتال الثقيل، وتم غنائها من قبل المغني الإنجليزي بيل موير، وأغنية "Hymn of the Faith" التي تظهر بشكل متكرر خلال اللعبة، وغنيت بكلمات يابانية.

## النجاح
لقى فاينل فانتسي X نجاحاً باهراً وقبولاً واسعاً من المعجبين والنقاد، حيث تم بيع 90% من الشحنة الابتدائية للوحدات، والتي تجاوز عددها المليونين خلال الأربعة الأيام الأولى فقط من إطلاقه، وقد تم بيع ما بين 1.4 مليون إلى 1.5 مليون وحدة من خلال الطلبيات السابقة لوقت الإطلاق، فتجاوز بذلك مبيعات اللعبتين السابقتين له في السلسلة (فاينل فانتسي IX وفاينل فانتسي VII) خلال الفترة نفسها، مما جعله أول لعبة بلاي ستايشن 2 تتجاوز مبيعاته المليونين والأربعة ملايين. ومنذ عام 2006 أصبح ثاني أكثر ألعاب سلسلة فاينل فانتسي مبيعاً، وتبوأ المركز الحادي عشر كأكثر الألعاب مبيعاً في سوق الولايات المتحدة للقرن الواحد والعشرين، ونال المركز الأول كأفضل لعبة فيديو على الإطلاق في مجلة فاميتسو اليابانية المعنية بألعاب الفيديو، وذلك بحسب تصويت قراء المجلة ، كما اعتبر ضمن قائمة أكثر 20 لعبة فيديو مبيعاً في العالم فيما سبق، وترشح لجائزتي الإنجاز التفاعلي في فئة الرسوم المتحركة ولعبة فيديو تقمص الأدوار للعام. في عام 2007، عند احتفال بلاي ستايشن 2 بذكراها السابعة، اتخذ فاينل فانتسي X المرتبة الثامنة كأكثر ألعاب بلاي ستايشن 2 مبيعاً، والمرتبة الثالثة كأفضل لعبة بلاي ستايشن بحسب IGN.

### فاينل فانتسي X-2
نظراً لنجاح فاينل فانتسي X، تم إنتاج جزء ملحق له بعنوان فاينل فانتسي X-2 عام 2003، وهو أول جزء ملحق بشكل مباشر في سلسلة فاينل فانتسي. تقع أحداث القصة بعد سنتين من أحداث فاينل فانتسي X، ويشهد هذا الجزء عودة يونا وريكو كأبطال اللعبة، إلى جانب شخصية أخرى تدعى باين، وهن الثلاث الوحيدات التي يمكن للاعبين تقمص أدوارهن. كسابقتها، تلقت هذه اللعبة نقداً إيجابياً بشكل عام، وإيرادات ضخمة.

### استخدام الخصائص الجديدة في ألعاب أخرى
أصبحت الخصائص الواقعية، من سرد الحوار بواسطة الممثلين الصوتيين واستخدام التعابير الوجهية الواقعية إحدى مميزات بعض الألعاب اللاحقة في سلسلة فاينل فانتسي، كفاينل فانتسي X-2، فاينل فانتسي XII، ورثاء سيربيروس: فاينل فانتسي VII. كذلك، استبدلت الخريطة ذات المنظور العلوي بعناصر بيئية ثلاثية الأبعاد بشكل تام، كما يظهر من الأجزاء اللاحقة لفاينل فانتسي X.

## عالم فاينل فانتسي X
تجري أحداث اللعبة في عالم معروف باسم «سبيرا»، يتكون من كتلة أرضية ضخمة مقسمة إلى ثلاثة شبه قارات، محاطة بمجموعة من الجزر الاستوائية. يشهد هذا العالم تبايناً في المناخ، فهناك المناخ الاستوائي السائد في جزر بيسايد وكيليكا، وإقليم مي إيهين ذو المناخ المعتدل، وجبل غاغزيت وماكالانيا التي يسودها مناخ بارد ومثلج.
بالرغم من سيادة الجنس البشري في هذا العالم، إلا أنه يزخر بالعديد من الأجناس المختلفة، من بينهم الآلبيد، وهم شعب متطور تكنولوجياً وغريب من بعض النواحي، ويتميزون بأعين خضراء ذات أشكال لولبية وبوجود لغة خاصة بهم، ويعتبرون عرق فرعي من الجنس البشري. أما الغوادو، فهم أقل شبهاً بالبشر من الآلبيد، لما لهم من أصابع طويلة وغيرها من الاختلافات البسيطة. وهناك أيضاً الرونسو الشبيهين بالأسود الوحيدة القرون من الناحية الشكلية، والهيبولو الذين يحملون شبهاً بالضفادع.
الحياة البرية في سبيرا متنوعة، وبالرغم من أن نسبة منها مبنية على الحيوانات الحقيقة، كالقطط والكلاب والطيور والفراشات. لكن، هناك أيضاً بعض الحيوانات الخيالية كالبرمائيات الضخمة المعروفة بشوبوف، وطائر التشوكوبو الشبيه بطائر الإيمو، ويستخدمان كوسيلة للتنقل بشكل أساسي. معظم كائنات فاينل فانتسي X التي تحمل صفات وطباع غريبة من الوحوش، التي تعرف باسم "Fiend" بمعنى «عدو».
تتميز أجواء سبيرا باختلافها عن عوالم الأجزاء السابقة للسلسلة التي تحمل طابعاً أوروبياً، حيث استخدمت الكثير من العناصر الآسيوية، خاصة من ناحية الطوبوغرافية، الزراعة، الأساليب المعمارية، والأسماء. لكن، كالأجزاء الأخرى، تم استعارة الكثير من العناصر والأساطير من الثقافات الأخرى، أبرزها النورسية، العربية، والهندية.

## القصة
تتمحور قصة اللعبة حول مجموعة من المغامرين وسعيهم للقضاء على الوحش العملاق سين، ففي بداية اللعبة، يأخذ تيدوس، أحد أبطال اللعبة الذين يمكن تقمص دوره، بسرد ما حدث وتفسير وضعه الحالي في ضوء الأحداث السابقة. تبدأ القصة في مدينة زاركاند المتطورة، حيث كان تيدوس بطلاً معروفاً للعبة بليتزبال المائية، لكن زاركاند تعرضت لهجوم غادر وقوي من قبل سين، مما أدى إلى تدميرها بأكملها وامتصاص تيدوس ومعلمه أورون إلى داخل سين، فيستيقظ تيدوس ليجد نفسه داخل معبد مائي قديم ومتهالك، حتى ينقذ من قبل بعض أفراد شعب الآلبيد، وتخبره ريكو، إحدى الشخصيات التي تنتمي لشعب الآلبيد وتلعب دوراً هاماً في القصة في أحداثها اللاحقة، بأن مدينته قد تعرضت للتدمير منذ آلاف السنين.
اضطر تيدوس للتأقلم مع الوضع دون أن يتمكن من معرفة تفصيلات ما حدث، ثم التقى فيما بعد بواكا، قائد فريق بليتزبال، والذي أعجب بمهارات تيدوس فقرر ضمه لفريقه. على إثر ذلك التقى تيدوس بيونا، فتاة لها القدرة على نداء الوحوش لخدمتها، ووافق على مرافقتها مع مجموعة من أصحابه لإنقاذ العالم من شر سين وهزيمته ويكتشف أثناء رحلته ان والد له علاقة تربطه بسين وتمده بالطاقة، وإعادة السلام إلى المناطق المدمرة.

## وصلات خارجية
- فاينل فانتسي 10 على موقع IMDb (الإنجليزية)
- الموقع الرسمي لفاينل فانتسي X
- مقالات متعلقة بفاينل فانتسي X من FF Wikia